# 急性アルコール中毒
急性アルコール中毒（きゅうせいアルコールちゅうどく、英: acute alcohol intoxication）は、短時間に多量のエタノール（アルコール）を摂取することによって生じる中毒（オーバードーズ）である。
急性アルコール中毒になると、意識レベルが低下し、嘔吐、呼吸状態が悪化するなど危険な状態に陥る。血中アルコール濃度の上昇に伴う呼吸・循環中枢の抑制、あるいは吐物による窒息で死亡する場合もある。また、足元のふらつきなどによって転倒する、電車や車に轢かれる、水場で溺れる、朦朧状態での言動によってトラブルに巻き込まれるなどの危険性も高まる。
かつての医学用語ではアルコール依存症のことを、「慢性アルコール中毒」と表現されることもあるが、本状態とは異なる。継続的なアルコールの使用による影響については、アルコール飲料の項を参照。
なお純度99%エタノールのLDLo（最少致死量）は、ヒトで1,400mg/kgに設定されている。

## 血中アルコール濃度と症状
急性アルコール中毒は、「アルコール飲料の摂取により生体が精神的・身体的影響を受け、主として一過性に意識障害を生じるものであり、通常は酩酊と称されるものである」と定義される。
アルコールは大脳を麻痺させる性質を持っている。アルコールを摂取すると、麻痺は大脳辺縁部から、呼吸や心臓の働きを制御する脳幹部にまで進み、最終的には生命維持にかかわる脳の中枢神経までもを麻痺させてしまい、呼吸機能や心拍機能を停止させて死に至る。
| 血中アルコール濃度 | 酩酊度 | 影響                                                         |
| ------------------ | ------ | ------------------------------------------------------------ |
| 0.05%              | 微酔期 | 陽気、気分の発揚                                             |
| 0.08%              | 微酔期 | 運動の協調性の低下、反射の遅れ                               |
| 0.10%              | 酩酊期 | 運動の協調性の明らかな障害（まっすぐに歩けない等）           |
| 0.20%              | 泥酔期 | 錯乱、記憶力の低下、重い運動機能障害（立つことができない等） |
| 0.30%              | 昏睡期 | 意識の喪失                                                   |
| 0.40%              | 昏睡期 | 昏睡、死亡                                                   |

血中アルコール濃度が0.4%を超えた場合、1〜2時間で約半数が死亡する。急性アルコール中毒患者の45%は20代の若者で、2⁄3が男性、1⁄3が女性である。
上述のように急性アルコール中毒は、エタノールによる脳の麻痺が原因であり、その症状は摂取したエタノールの量と血中のエタノール濃度に比例する。
急性アルコール中毒の発生は、この「お酒に強い体質」と「お酒に弱い体質」とは関係がない。あくまでも血中のアルコール濃度、つまり飲んだアルコールの量に比例し、誰でもが陥る急性中毒である。なお一般的に、エタノールの体内での代謝過程で生成されるアセトアルデヒドのフラッシング反応（アセトアルデヒド脱水素酵素による代謝能力の差からくる）の有無を指し「お酒に強い体質」と「お酒に弱い体質」と定義する場合がある。
通常、飲酒すると「ほろ酔い期」「酩酊期」「泥酔期」「昏睡期」という順で、徐々に血中アルコール濃度が上がるので、本人も酔ってきたという自覚がある。また、飲みすぎると足元がふらつく、吐き気がするなどの症状も出るので、自分自身である程度は飲酒量をコントロールできる。しかし、飲酒開始から血中アルコール濃度の上昇までには時間差があるため、短時間で大量の酒を飲むと、酔っているという自覚なしに危険な量のアルコールを摂取してしまうことがある。この場合、「ほろ酔い期」「酩酊期」を飛び越えて一気に「泥酔期」や「昏睡期」に到達してしまう。
どの程度からが急性アルコール中毒となるのか明確な基準はないものの、泥酔以上の状態では意識レベルが低下し、嘔吐・血圧低下・呼吸数の低下などが起こり、生命に危険をおよぼす可能性がある。
飲み始めてから1時間以内に泥酔状態になった場合、および酒量として、1時間に日本酒で1升（1800ml）、焼酎で1080ml、ビールで10本（5000ml）、ウイスキーでボトル1本（750ml）飲んだ場合は、急性アルコール中毒が強く疑われる。放置すると死亡するため、こういった飲み方は絶対してはいけない。

## 予防
- 既述のように、飲み始めてから酔いが回るにはある程度の時間がかかるので、飲み始めの30分までは、意識的にゆっくり飲む。
- 空腹時はアルコールの吸収が早まるので、アルコールの吸収を遅らせる蛋白質や脂肪分を含んだつまみを食べながら飲酒する。
- 一気飲みをせず、他人にも強要しない。酒の強さには大きな個人差があるので、自分のペースで飲む。
- 「治療法」で後述するが、病院で、対症療法として強制利尿（輸液と利尿）を施しても、エタノールの対外排出が早まることはなく、急性アルコール中毒からの回復が早まることもないので、急性アルコール中毒に関しては、予防が重要である。

### 適量の判断
- 一般的な日本人のアルコール代謝能力は、男性で6〜7cc/h、女性で4〜5cc/h程度である。翌朝に酒を残さないためには純粋なエタノール量に換算して男性で45〜55cc、女性なら30〜40cc程度が限度量となる。男性なら、日本酒で2合、ビールなら2本、ウィスキーのダブルで2杯程度。女性なら、日本酒で1.5合弱、ビールなら1.5本弱、ウィスキーのダブルで1.5杯弱程度。
- アルコールの血中濃度が0.1%程度で収まるように飲めば「ほろ酔い」で楽しく飲酒することが出来る。以下は簡易計算式。

アルコールの血中濃度(%) = 飲酒量(cc) * アルコール度数(%) / 体重(kg) / 833

## 管理
エタノールの急性中毒に解毒薬はない。したがって、病院では対症療法として強制利尿（輸液と利尿）を施して、エタノールを体外に排出させることを目的とした治療法が行われていることが多い。しかし、輸液によって、エタノールの対外排出が早まることはないし、急性アルコール中毒からの回復が早まることもない。
日本中毒学会の公式ウェブサイトにも、急性アルコール中毒での強制利尿の安全性と有効性が確立されていないことが記載されている。

### 応急処置

回復体位において気道確保が最重要視されている。ほか注意点としては、嘔吐しても自然に流れるように口元を下げ気味にする。血行が悪くなるため約30分ごとに寝返りを行う

時間の経過以外、病院内外での効果的な対処法はほとんどないため、頭と体を横にする回復体位をとらせ目を離さず様子をみることが第一である。その際、呼吸の確保と体温の維持が留意点である。吐瀉物で窒息する危険があるので“応急処置の目的”で嘔吐させてはならない。
- つねっても起きず、呼吸に異常（浅く速い呼吸、あまりにもゆっくりした呼吸）がある場合には危険性が高い為、即座に救急車を呼ぶ。もし、心肺機能の停止があるならば心肺蘇生法（人工呼吸、心臓マッサージ）を施す。AEDの適用。
- 激しい嘔吐、吐血（鮮血の場合もあるが茶褐色の場合もある）がある場合にも救急車を呼んだ方がよい。
- 酔いつぶれて横になった場合には、寝ているうちに舌がのどに落ち込んだり、嘔吐物がのどに詰まって窒息する危険があるので、回復体位を必ずとらせ胸の動きを注視する[6]。
- 体温が低下しないように毛布を掛けるなど保温に気を配る。
- 飲酒量として1時間ほどで、日本酒で1升、ビールで10本、ウイスキーならボトル1本程度飲んで酔いつぶれた場合には、生命にかかわる危険があるので、ただちに救急車を呼ぶ。その際、意識のしっかりした付添人が1名必要である。

## 法律
急性アルコール中毒が発生した状況において、刑事責任の追及と損害賠償の請求がされる場合がある。例を次に掲げる
| 刑法 (2010.4.27 -)※抜粋 | |
| 第二百四条（傷害罪） 身体を傷害した者 | 例)傷害の故意で（体調を崩すことが分かっていながら）飲酒を強要し、急性アルコール中毒にさせた場合等 15年以下の懲役又は50万円以下の罰金 |
| 第二百五条（傷害致死罪） 身体を傷害し、よって人を死亡させた者                                                                                           | 例)傷害の故意で（体調を崩すことが分かっていながら）飲酒を強要し、急性アルコール中毒で死亡させた場合等 3年以上の有期懲役              |
| 第二百六条（現場助勢罪） 前2条（傷害・傷害致死）犯罪が行われるに当たり、現場において勢いを助けた者（自ら人を傷害しなくても）                            | 例)飲酒の強要を勢い付けて飲酒させ、急性アルコール中毒にさせた場合等 1年以下の懲役又は10万円以下の罰金か科料(1000円以上10000円未満)   |
| 第二百九条（過失傷害罪） 過失により人を傷害した者 2 前項の罪は、告訴がなければ公訴を提起することができない。                                            | 例)傷害の故意がなく（体調を崩すことを認識せずに）飲酒を強要し、急性アルコール中毒にさせた場合等 30万円以下の罰金又は科料             |
| 第二百十八条（保護責任者遺棄罪） 老年者、幼年者、身体障害者又は病者を保護する責任のある者がこれらの者を遺棄し、又はその生存に必要な保護をしなかったとき | 例)自らが酔わせた泥酔者を放置した場合等 3ヶ月から5年の懲役                                                                           |
| 第二百十九条（遺棄等致死傷) 前2条（保護責任者遺棄等ほか）の罪を犯し、よって人を死傷させた者                                                             | 例)泥酔者を放置して死亡させた場合等 保護責任者遺棄等の罪と傷害の罪と比較して、重い刑を以って臨む。 従って、3ヶ月から15年の懲役。     |